# Listă de scriitori de limbă germană/K
| Vezi: Ka- Kam Kan- Kaz Ke Kh- Ki Kl Kn Ko- Kom Kon- Koz Kra- Kre Kri- Kru Ku- Kum Kun- Ky |

## Ka - Kam
- Ursula Kabas (n. 1950)
- Franz Kabelka (n. 1954)
- Richard Kabisch (1868–1914)
- Hans Kaboth (1866–1928)
- Dieter B. Kabus (1941–1993)
- Sylvia Kabus (n. 1952)
- Gustav Kadelburg (1851–1925)
- Hans-Christoph Kaergel (1889–1946)
- Franz Kafka (1883–1924)
- Arthur Kahane (1872-1932)
- Heinz Kahlau (n. 1931)
- Maria Kahle (1891–1975)
- Hans von Kahlenberg, de fapt Helene von Montbart (1870–1957)
- Eugenie Kain (n. 1960)
- Franz Kain (1922–1997)
- Raimund Friedrich Kaindl (1866–1930)
- Friedrich Kaiser (1814–1874)
- Georg Kaiser (1878–1945)
- Gloria Kaiser (n. 1950)
- Isabella Kaiser (1866–1925)
- Karl Kaiser (1868–?)
- Reinhard Kaiser (n. 1950)
- Charlotte von Kalb (1761–1843)
- Max Kalbeck (1850–1921)
- Friedrich Kalbfuß (1903–1945)
- Mascha Kaléko (1907–1975)
- Barbara Kalender (n. 1958)
- Ossip Kalenter, de fapt Johannes Burkhardt (1900–1976)
- David Kalisch (1820–1872)
- Bess Brenck-Kalischer (1878–1933)
- Eleonore Kalkowska (1883–1937)
- Fritz Kalmar (1911–2008)
- Rolf Kalmuczak (1938–2007)
- Hans Kaltneker (1895–1919)
- Karl Kaltwasser (1894–1979)
- Victor Kaluza (1896–1974)
- André Kaminski (1923–1991)
- Volker Kaminski (n. 1958)
- Iris Kammerer (n. 1963)
- Heinz Kamnitzer (1917–2001)
- Heinrich Kämpchen (1847–1912)
- Martin Kämpchen (n. 1948)
- Felix Kamphausen (n. 1944)
- Renate Kampmann (n. 1953)

## Kan - Kaz
- Oskar Kanehl (1888–1929)
- Paul Kania (1901–1965)
- Matthias Konrad Kann (1871-?)
- Hermann Kant (1926)
- Immanuel Kant (1724–1804)
- Alfred Kantorowicz (1899–1979)
- Georg Kanzler (1894–1975)
- Egon von Kapherr (1877–1935)
- Walter Kappacher (n. 1938)
- Erhard Kaps (n. 1915)
- Hellmuth Karasek (n. 1934)
- Adel Karasholi (n. 1936)
- Gisela Karau (n. 1932)
- Karl Karbstein (1886–1962)
- Ursula von Kardorff (1911–1988)
- Robert Karger (1874–1946)
- Ulrich Karger (n. 1957)
- Franz Xaver Karl (n. 1961)
- Jil Karoly (n. 1958)
- Adam Karrillon (1853–1938)
- Marta Karlweis (1889–1965)
- Axel Karner (n. 1955)
- Alfred Karrasch (1893–1973)
- Anna Luise Karsch (1722–1791)
- Alois Karschin (1903–1965)
- Yaak Karsunke (n. 1934)
- Juliane Karwath (1877–1931)
- Hermann Kasack (1896–1966)
- Marie Luise Kaschnitz (1901–1974)
- Norbert Conrad Kaser (1947–1978)
- Hartmut Kasper (n. 1959)
- Margaret Kassejep (n. 1916)
- Abraham Gotthelf Kästner (1719–1800)
- Erhart Kästner (1904–1974)
- Erich Kästner (1899–1974)
- Lisbeth Kätterer
- Heinz Kattner (n. 1947)
- Leo Katz (1892–1954)
- Richard Katz (1888–1968)
- Suzan Emine Kaube (n. 1942)
- Walther Kauer (1935–1987)
- Hugo Ernst Käufer (n. 1927)
- Stefan David Kaufer (n. 1971)
- Herbert Kaufmann (1920–1976)
- Walter Kaufmann (n. 1924)
- Gina Kaus, de fapt Regina Wiener (1894–1985)
- Wolfgang Kaußen (n. 1953)
- Kurt Kauter (1913–2002)
- Helmut Käutner (1908–1980)
- Minna Kautsky (1837–1912)
- Helge Kautz (n. 1967)
- Juliane Kay (1904–1968)
- Rudolf Kayser (1889–1964)
- Friedrich Kayßler (1874–1945)

## Ke
- Linus Kefer (1909–?)
- Bernhard Kegel (n. 1953)
- Max Kegel (1850–1902)
- Matthias Kehle (n. 1967)
- Daniel Kehlmann (n. 1975)
- Heinz Kehlmann (1909–1979)
- Jürgen Kehrer (n. 1956)
- Ernst-Edmund Keil (n. 1938)
- Hans Keilson (n. 1909)
- Franz Keim (1840–1918)
- Philipp Keim (1804–1884)
- Ernst Kein (1928–1985)
- Henryk Keisch (1913–1986)
- Therese Keiter, pseudonim M. Herbert (1859–1925)
- Necla Kelek (n. 1957)
- Sandra Kellein (n. 1958)
- Christoph Keller (1963)
- Gottfried Keller (1819–1890)
- Hans Peter Keller (1915–1989)
- Lorose Keller (n. 1932)
- Paul Keller (1873–1932)
- Paul Anton Keller (1907–1976)
- Samuel Keller, pseudonim Ernst Schrill (1856–1924)
- Werner Keller (1909–1980)
- Bernhard Kellermann (1879–1951)
- Gerhard Kelling (n. 1942)
- Jochen Kelter (n. 1946)
- Martin Kempe (1637–1683)
- Cornelia Kempf (n. 1970)
- Diana Kempff (1945–2005)
- Birgit Kempker (n. 1956)
- Kerstin Kempker (n. 1958)
- Friederike Kempner (1836–1904)
- Walter Kempowski (1929-2007)
- Johannes Kepler (1571–1630)
- Navid Kermani (n. 1967)
- Elfriede Kern (n. 1950)
- Jonas Kern (n. 1946)
- Maximilian Kern (1877–1945)
- Heinrich August Kerndörffer (1769–1846)
- Charlotte Kerner (n. 1950)
- Johann Georg Kerner (1770–1812)
- Justinus Kerner (1786–1862)
- Erich Johann Kernmayr (1906–1991)
- Hans Gustl Kernmayr (1900–1977)
- Ottokar Kernstock (1848–1928)
- Alfred Kerr, de fapt Alfred Kempner (1867–1948)
- Judith Kerr (n. 1923)
- Marie-Thérèse Kerschbaumer (n. 1936)
- Martin Kessel (1901–1990)
- Hermann Kesser, de fapt Hermann Kaeser (1880–1952)
- Volker Kessler, (n. 1962)
- Hermann Kesten (1900–1996)
- Hans Werner Kettenbach (n. 1928)
- Irmgard Keun (1905–1982)
- Eduard von Keyserling (1855–1918)

## Kh - Ki
- Sarah Khan (n. 1971)
- Ernst von Khuon(-Wildegg) (1915–1997)
- Ilse Kibgis (n. 1928)
- Ernst Kiefer (1869–1936)
- Reinhard Kiefer (n. 1956)
- Martina Kieninger (n. 1966)
- Michael Kiesen
- Laurenz Kiesgen (1869-1957)
- Ingomar von Kieseritzky (n. 1944)
- Otto Kilian (1879–1945)
- Peter Kilian (1911–1988)
- Ilse Kilic (n. 1958)
- Manfred von Killinger (1886–1944)
- Anna Kim (n. 1977)
- Jakob Kinau (1884–1965)
- Rudolf Kinau (1887–1975)
- Friedrich Kind (scriitor) (1768–1843)
- Hermann Kinder (n. 1944)
- Balthasar Kindermann (1636–1706)
- Johann Gottfried Kinkel (1815–1882)
- Tanja Kinkel  (n. 1969)
- Heinrich Kipper (1875–1959)
- Heinar Kipphardt (1922–1982)
- Wolfgang Kirchbach (1857–1906)
- Hans Wilhelm Kirchhof (1525–1603)
- Bodo Kirchhoff (n. 1948)
- Barbara Kirchner (n. 1970)
- Rainer Kirsch (n. 1934)
- Sarah Kirsch (n. 1935)
- Johannes Kirschweng (1900–1951)
- Hans Hellmut Kirst (1914–1989)
- Wulf Kirsten (n. 1934)
- Egon Erwin Kisch  (1885–1948)
- Harald Kislinger (n. 1958)
- Hermann Kissener (1915–1989)
- Alfred Kittner (1906–1991)
- Dietrich Kittner (n. 1935)
- Karin Kiwus (n. 1942)

## Kl
- Ernst Klaar (1861–1920)
- Klabund, de fapt Alfred Henschke (1890–1928)
- Friedrich Joachim Klähn (1895–1969)
- Wolfgang Klähn (n. 1929)
- Johann Klaj (1616–1656)
- Bruno Klammer (n. 1938)
- Margaret Klare (n. 1932)
- Anton Oskar Klaussmann (1851–1916)
- Wolf Klaußner (1930–2005)
- Ilse Kleberger (n. 1921)
- Michael Kleeberg (n. 1959)
- Eduard Klein (1923–1999)
- Georg Klein (1953–2005)
- Hans-Dieter Klein (n. 1951)
- Oscar Klein (1852–?)
- Jacob Klein-Haparash (1897–1970)
- Dorothea Kleine (n. 1928)
- Johann Kleinfercher (1828–1902)
- Olivia Kleinknecht (n. 1960)
- Rudolf Kleinpaul (1845–1918)
- Ewald Christian von Kleist (1715–1759)
- Heinrich von Kleist (1777–1811)
- Heinz Klemm (1915–1970)
- Johanna Klemm (1856–1924)
- Michael Klemm (n. 1953)
- Wilhelm Klemm (1881–1968)
- Karoline Luise Klen(c)ke (1754–1802)
- Jochen Klepper (1903–1942)
- Marie Klerlein (1856–1934)
- Anton von Klesheim (1812–1884)
- Eckart Kleßmann (n. 1933)
- Freya Klier (n. 1950)
- Heinrich E. Klier (n. 1926)
- Walter Klier (n. 1955)
- Christoph Klimke (n. 1959)
- Thomas Kling (1957–2005)
- Ernst August Friedrich Klingemann (1777–1831)
- Friedrich Maximilian Klinger (1752–1831)
- Kurt Klinger (1928–2003)
- Friedrich August von Klinkowström (1778-1835)
- Christian Klippel (n. 1955)
- Editha Klipstein (1880–1953)
- Claudia Klischat (n. 1970)
- Bettina Klix (n. 1961)
- Karl Maria Klob (1873–1932)
- Beate Klöckner (n. 1950)
- Hans Kloepfer (1867–1944)
- Friedrich Gottlieb Klopstock (1724–1803)
- Hermann Klöß (1880–1948)
- Alfred Klug (1883–1944)
- Ludwig Klug (1892–?)
- Alexander Kluge (n. 1932)
- Kurt Kluge (1886–1940)
- Martin Kluger (n. 1948)
- Ruth Klüger (n. 1931)
- Peter Klusen (n. 1951)
- Angelika Klüssendorf (n. 1958)

## Kn
- Albert Knapp (1798–1864)
- Radek Knapp (n. 1964)
- Heinz Knappe (1924-1997)
- Joachim Knappe (1929–1994)
- Sebastian Knauer (1949)
- Sibylle Knauss (n. 1944)
- Joachim Knauth (1931–?)
- Andreas Knecht (n. 1962)
- Hildegard Knef (1925–2002)
- Hanns Kneifel (n. 1936)
- Edith Kneifl (n. 1954)
- Jakob Kneip (1881–1958)
- Matthias Kneip (n. 1969)
- Ulrich Knellwolf (n. 1942)
- Adolph Freiherr Knigge (1752–1796)
- Marie Knitschke (1857–1940)
- John Knittel, de fapt Hermann Knittel (1891–1970)
- Olga Knoblach-Wolff (n. 1923)
- Adolf Knoblauch (1882–1951)
- Erhard Joseph Knobloch (1923–1987)
- Heinz Knobloch (1926–2003)
- Hilda Knobloch (1880-1960)
- Karl Ernst Knodt (1856–1917)
- Reinhard Knodt (n. 1951)
- Fritz Knöller (1898–1969)
- Gerhard Ouckama Knoop (1861–1913)
- Christian Knorr von Rosenroth (1636–1689)
- Esther Knorr-Anders (n. 1931)
- Paul Knötel (1858–1934)

## Ko - Kom
- Franz von Kobell (1803–1882)
- Georg Köberle (1819–1898)
- Stefan Koblischek (1904–1969)
- Jurij Koch (n. 1936)
- Katharina Koch (1811–1892)
- Roland Koch (1959)
- Rosalie Koch (1811–1880)
- Uwe Koch (n. 1954)
- Werner Koch (1926–1992)
- Martin von Kochem (1634–1712)
- Julius Köbner (1806–1884)
- Fridel Köhne, pseudonim Friedel Koehne (1890–?)
- Adolf Koelsch (1879–1948)
- Eberhard Koenig (1871–1949)
- Hertha Koenig (1884–1976)
- Matthias Koeppel (n. 1937)
- Anne-Marie Koeppen (1899–1940)
- Edlef Köppen (1893–1939)
- Wolfgang Koeppen (1906–1996)
- Arthur Koestler (1905–1983)
- Friedrich Koffka (1888–1951)
- Gerhard Kofler (1949–2005)
- Werner Kofler (n. 1947)
- Ferdinand Kögl (1890–1956)
- Gabriele Kögl (n. 1960)
- Johann Georg Kohl (1808–1878)
- Barbara Köhler (n. 1959)
- Erich Köhler (1928–2003)
- Willibald Köhler (1886–1976)
- Wolfgang Kohlhaase (n. 1931)
- Michael Köhlmeier (n. 1949)
- Helene Luise Köppel (n. 1948)
- Gustav Kohne (1879–1961)
- Michael Kohtes (n. 1959)
- Patrick Kokontis (n. 1964)
- Oskar Kokoschka (1886–1980)
- Annette Kolb (1875–1967)
- Guido Kolb (1928-2007)
- Ulrike Kolb (n. 1942)
- Uwe Kolbe (n. 1957)
- Erwin Guido Kolbenheyer (1878–1962)
- Walter Kolbenhoff, de fapt Walter Hoffmann (1908–1993)
- Oskar Kollbrunner (1895–1932)
- Oswalt Kolle (1928–2010)
- Alfred Kolleritsch (n. 1931)
- Gertrud Kolmar, de fapt Gertrud Chodziesner (1894–1943)
- Kurt Kölsch (1904–1968)
- Gottfried Kölwel (1889–1958)
- Olly Komenda-Soentgerath (1923-2003)
- Max Kommerell (1902–1944)
- Leopold Kompert (1822–1886)

## Kon - Koz
- Jan Koneffke (n. 1960)
- Michael Kongehl (1646–1710)
- Alma Johanna König (1887–1942)
- Barbara König (n. 1925)
- Heinrich Josef König (1790–1869)
- Johann Ulrich König (1688–1744)
- Karl König (1902–1966)
- Pauline König (1868–1938)
- Ralf König (n. 1960)
- Michael Königes (1871–1955)
- Katja Königsberg
- Helga Königsdorf (n. 1938)
- Klaus Konjetzky (n. 1943)
- Marcel Konrad (n. 1954)
- Robert E. Konrad (1926–1951)
- Konrad von Würzburg (ca.1220-1287)
- Heinz G. Konsalik, de fapt Heinz Günther (1921–1999)
- Gerhard Konzelmann (1932–2008)
- Angelika Kopecny (n. 1949)
- Steffen Kopetzky (n. 1971)
- Gerhard Köpf (n. 1948)
- Joseph Kopf (1929-1979)
- Gerit Kopietz (n. 1963)
- August Kopisch (1799–1853)
- Fritz-Jochen Kopka (n. 1944)
- Jan Koplowitz (1909–2001)
- Josef Vital Kopp (1906–1966)
- Tessa Korber (n. 1966)
- Klaus Kordon (n. 1943)
- Walter Kordt (1899–1972)
- Freya von Korff (n. 1986)
- Friedrich-Wilhelm Korff (n. 1939)
- Christoph Kormart (1644–1701)
- Albert Korn (1880–1965)
- Carmen Korn (n. 1952)
- Ilse Korn (1907–1975)
- Renke Korn (n. 1938)
- Vilmos Korn (1899-1970)
- Hermann Korner (1365-1438)
- Theodor Körner (1791–1813)
- Wolfgang Körner (n. 1937)
- Wolfgang Hermann Körner (n. 1941)
- Paul Körner-Schrader, de fapt Karl Schrader (1900–1962)
- Paul Kornfeld (1889–1942)
- Theodor Kornfeld (1636–1698)
- Irina Korschunow (n. 1925)
- Theodora Korte (1872–1926)
- Marion Kortsteger (n. 1968)
- Karl Arnold Kortum (1745–1824)
- Rudolf von Koschützki (1866–1954)
- Ludwig Gotthard Kosegarten (1758–1818)
- Ernst Ludwig Kossak (1814–1880)
- Adolf Köster (1883–1930)
- Hans Köster (1818–1900)
- Bernhard Köster (1869–1944)
- Kari Köster-Lösche (n. 1946)
- Christian Reinhold Köstlin (1813–1856)
- Therese Köstlin (1877–1964)
- Ingrid Kötter (n. 1934)
- Wilhelm Kotzde-Kottenrodt (1878–1948)
- August von Kotzebue (1761–1819)
- Victor de Kowa (1904–1973)
- Wilhelm Maria Kowarz (1873–1944)
- Andreas Koziol (n. 1957)

## Kra - Kre
- Christian Kracht (n. 1966)
- Gisela Kraft (n. 1936)
- Paul Kraft (1896–1922)
- Robert Kraft (1869–1916)
- Ruth Kraft (n. 1920)
- Werner Kraft (1896–1991)
- Zdenko von Kraft (1886–1979)
- Hertha Kräftner (1928–1951)
- Johann Krainz, (1847–1907)
- Richard Kralik (1852–1934)
- Karl Emerich Krämer (1918–1987)
- Theodor Kramer (1897–1958)
- Thorsten Krämer (n. 1971)
- Rudolf Krämer-Badoni (1913–1989)
- Willy Kramp (1909–1986)
- Karsten Krampitz (n. 1969)
- Franz Kranewitter (1860–1936)
- Herbert Kranz (1891–1973)
- Stephan Krass (n. 1951)
- Friedrich Krasser (1818–1893)
- Armin Kratzert (n. 1957)
- Ernst Kratzmann (1889–1950)
- Wilhelm Krauel (1876–?)
- Karl Kraus (1874–1936)
- Kristian Kraus (1880–1970)
- Barbara Krause (n. 1939)
- Hanns Krause (1916–1994)
- Sibylle Krause-Burger (n. 1935)
- Angela Krauß (n. 1950)
- Hans Nicolaus Krauß (1861–1906)
- Werner Krauss (1900–1976)
- Helmut Krausser (n. 1964)
- Stephan Krawczyk (n. 1955)
- Friede H. Kraze (1870–1936)
- Hanna-Heide Kraze (1920–2008)
- Ursula Krechel (n. 1947)
- Oskar Kreibich (1916–1984)
- Margret Kreidl (n. 1964)
- Ernst Kreidolf (1863–1956)
- Erna Kreis (1899–1989)
- Georg Kreisler (n. 1922)
- Hannes Kremer (1906–?)
- Mite Kremnitz (1852–1916)
- Hans Krendlesberger (1925–1995)
- Fritz Krenn (n. 1958)
- Karl Friedrich Kretschmann (1738–1809)
- Max Kretzer (1854–1941)
- Ernst Kreuder (1903–1972)
- Rudolf Jeremias Kreutz (1876–1949)
- Konrad Krez (1828–1897)

## Kri - Kru
- Jörg Krichbaum (1945–2002)
- Volker Kriegel (1943–2003)
- Arnold Krieger (1904–1965)
- Hans Krieger (n. 1933)
- Hermann Krieger (1866–?)
- Otto Kriegk (1892– după 1946)
- Hans Rudolf Krill (1885–1964)
- Otto Krille (1878–1954)
- Joseph Ferdinand Kringsteiner (1775–1810)
- Elise Krinitz (1825–1896)
- Vlado Kristl (1923–2004)
- Karl Krobath (1875–1916)
- Wolfgang Kröber (n. 1951)
- Franz Xaver Kroetz (n. 1946)
- Alexander Kröger, de fapt Helmut Routschek (n. 1934)
- Theodor Kröger (1891–1958)
- Timm Kröger (1844–1918)
- Rolf Krohn (n. 1949)
- Tim Krohn (n. 1965)
- Friedrich Kröhnke (n. 1956)
- Hans Kroliczak (1936-2006)
- Karl Krolow (1915–1999)
- Heinrich Ernst Kromer (1866–1948)
- Giorgos Krommidas (n. 1936)
- Norbert Kron (n. 1965)
- Brigitte Kronauer (n. 1940)
- Max Kronberg (1884–?)
- Simon Kronberg (1891-1947)
- Therese Krones (1801–1830)
- Jürgen Kross (n. 1937)
- Answald Krüger (1918–1977)
- Bartholomäus Krüger (ca. 1540–după 1597)
- Hermann Anders Krüger (1871–1945)
- Horst Krüger (1919–1999)
- Jonas Torsten Krüger (n. 1967)
- Michael Krüger (1943)
- Renate Krüger (n. 1934)
- Friedrich Adolf Krummacher (1767–1845)
- Günter Krupkat (1905–1990)
- Heinz Kruschel (n. 1929)
- Heinrich Kruse (1815–1902)
- Iven Kruse (1865–1926)
- Max Kruse (1921)
- Sigrid Kruse (n. 1941)
- James Krüss (1926–1997)
- Otfried Krzyzanowski (1883–1918)

## Ku - Kum
- Richard Küas (1861–1943)
- Susanna Kubelka (n. 1942)
- Wilhelm Kubié (1890–1948)
- Alfred Kubin (1877–1959)
- Arnold Kübler (1890–1983)
- Erich Kuby (1910–2005)
- Claus Küchenmeister (n. 1930)
- Wera Küchenmeister (n. 1929)
- Sabine Küchler (n. 1965)
- Judith Kuckart (n. 1959)
- Adam Kuckhoff (1887–1943)
- Fritz Kudnig (1888–1979)
- Hans Kudszus (1901–1977)
- Johann Wilhelm von Kuefstein (1582–1656)
- Wilhelm von Kügelgen 1802 (1802–1867)
- Wilhelm von Kügelgen 1890 (1890–1983)
- Sabine Kuegler (n. 1972)
- Johannes Kuen (1606–1675)
- Franz Kugler (1808–1858)
- Anton Kuh (1890–1941)
- Emil Kuh (1828–1876)
- Thusnelda Kühl (1872–1935)
- Ernst Kühlbrandt (1857–1933)
- Jan Kuhlbrodt (n. 1966)
- Quirinus Kuhlmann (1651–1689)
- August Kühn (1936–1996)
- Dieter Kühn (n. 1935)
- Fritz Kühn (1883–1968)
- Johannes Kühn (n. 1934)
- Rudolf Kuhn (1895–1958)
- Johann Kuhnau (1660–1722)
- Gustav Kühne (1806–1888)
- Hans Friedrich Kühnelt (n. 1918)
- Carl Kühner (1804–1872)
- Otto Heinrich Kühner (1921–1996)
- Gabriele Kuhnke (n. 1946)
- Alexandra Kui (n. 1973)
- Heinz Kükelhaus (1902–1946)
- Hermann Kükelhaus (1920–1944)
- Georg Kulka (1897-1929)
- Elisabeth Kulmann (1808–1825)
- Frances Külpe (1862–1936)
- Anant Kumar (n. 1969)
- Roy Kummer (n. 1966)
- Michael Kumpfmüller (n. 1961)

## Kun - Ky
- Johann Kunckel (1630–1703)
- Günter Kunert (n. 1929)
- Hans-Peter Kunisch (n. 1962)
- Hans Künkel (1896–1956)
- Thor Kunkel (n. 1963)
- Manfred Künne (1932–1990)
- Thomas Kunst (n. 1965)
- Erich Kunter (1898–1982)
- Margaretha Susanna von Kuntsch (1651-1717)
- Margarete Kunz-Friebelung (1909–1991)
- Reiner Kunze (n. 1933)
- Heinz Küpper (1931–2005)
- Elisar von Kupffer (1872–1942)
- Joachim Kupsch (1926–2006)
- Martin Kurbjuhn (n. 1937)
- Dirk Kurbjuweit (n. 1962)
- Alfred Kurella (1895–1975)
- Ferdinand Kürnberger (1823–1879)
- Robert Kurpiun (1869–1943)
- Auguste Kurs (1815–1892)
- Otto Kürsten
- Kemal Kurt (1947–2002)
- Ildikó von Kürthy (n. 1968)
- Rudolf Kurtz (1884–1960)
- Hermann Kurz (1813–1873)
- Hermann Kurz  (1880–1933)
- Isolde Kurz (1853–1944)
- Peter Kurzeck (n. 1943)
- Lothar Kusche (n. 1929)
- Kurt Kusenberg (1904–1983)
- Karin Kusterer (n. 1955)
- Erich Küthe (1940–2003)
- Kurt Küther (n. 1929)
- Axel Kutsch (n. 1945)
- Volker Kutscher (n. 1962)
- Hjalmar Kutzleb (1885–1959)
- Horst Bosetzky pseudonim -ky (n. 1938)
- Manfred Kyber (1880–1933)
- Hans Kyser (1882–1940)